# Jüan-jang (nápoj)
Jüan-jang (čínsky pchin-jinem yuānyāng, znaky 鸳鸯, přepis z kantonštiny yuenyeung) je nápoj z Hongkongu. Je to mléčný čaj (obvykle s černým čajem) smíchaný s kávou.
Přesný způsob vytváření nápoje jüan-jang se liší podle prodejce a regionu, ale obecně sestává z uvařené kávy a černého čaje s cukrem a mlékem. Podle Hongkongského oddělení pro volný čas a kulturní tržby jsou směsí tři díly kávy a sedm dílů mléčného čaje hongkongského typu. Původně se podával v prodejnách pod širým nebem a kavárnách, ale nyní je k dispozici v různých typech restaurací. Jüan-jang vznikl v 50. letech 20. století.

## Název
Název jüan-jang odkazuje na čínský název kachničky mandarinské, která je v čínské kultuře symbolem manželské lásky. Tento symbolismus vychází z toho, že tito ptáci žijí v párech a jsou pohlavně dimorfní, což znamená, že samec a samice mají odlišný vzhled.

## Příprava
Připravuje se jako horký nebo studený (často i s ledem).
Přibližný poměr ingrediencí je cca 150 ml kondenzovaného mléka s cukrem, 150 ml čaje (5 lžiček černého čaje, např. cejlonský čaj), 1 shot espressa.

## Popularita
Je to jeden z nejpopulárnějších nápojů v čínském světě. V Hongkongu je velmi rozšířený.
V Japonsku lze koupit už připravený nápoj podobného ražení (tedy čaj, káva, mléko, cukr), který se jmenuje Wonda Tea Coffee.

## Dětský jüan-jang
Existuje bezkofeinová varianta jüan-jang, nazývaná dětský  jüan-jang. Vyrábí se za použití sladových nápojových směsí Horlicks a Ovomaltina, které jsou běžné v hongkongských kavárnách cha chaan teng.